# نوتز لاندينغ
نوتز لاندينغ (بالإنجليزية: Knots Landing)‏ هو مسلسل دراما تم إنتاجه في الولايات المتحدة. بدأ عرضه في سنة 1979 على سي بي إس. بلغ عدد مواسم المسلسل 14 موسما، بلغ عدد حلقاته 344 حلقة، وتبلغ مدة الحلقة الواحدة 60 دقيقة. تم بث المسلسل لأول مرة بتاريخ 27 ديسمبر 1979 بينما تم بث آخر حلقة منه بتاريخ 13 مايو 1993 بعد أن استمر لقرابة 14 عاما. من بطولة أليك بالدوين، أليك بالدوين، وليام ديفين، نيكوليت شريدان وميشيل فيليبس.

## وصلات خارجية
- نوتز لاندينغ على موقع IMDb (الإنجليزية)
- نوتز لاندينغ على موقع ميتاكريتيك (الإنجليزية)
- نوتز لاندينغ على موقع الموسوعة البريطانية (الإنجليزية)
- نوتز لاندينغ على موقع كينوبويسك (الروسية)
- نوتز لاندينغ على موقع ألو سيني (الفرنسية)
- نوتز لاندينغ على موقع قاعدة بيانات الفيلم (الإنجليزية)

- الموقع الرسمي